# Alina Komaszczuk
Alina Iwaniwna Komaszczuk (ukr. Аліна Іванівна Комащук, ur. 24 kwietnia 1993 w Niecieszynie) – ukraińska szablistka, srebrna medalistka olimpijska i dwukrotna medalistka mistrzostw świata.
Walczy prawą ręką, treningi rozpoczęła w 2002. Podczas igrzysk olimpijskich w Rio de Janeiro w 2016 roku reprezentacja Ukrainy w składzie: Olha Charłan, Alina Komaszczuk, Ołena Krawaćka i Ołena Woronina wywalczyła srebrny medal drużynowo. W rywalizacji indywidualnej zajęła piętnastą pozycję.
Na mistrzostwach świata w Budapeszcie w 2013 roku wywalczyła złoty medal w zawodach drużynowych. W tej samej konkurencji Ukrainki z Komaszczuk w składzie zdobyły srebrny medal podczas mistrzostw świata w Moskwie w 2015 roku.
Trzykrotnie zdobywała drużynowe medale mistrzostw Europy, w tym srebrne podczas mistrzostw Europy w Zagrzebiu (2013) i mistrzostw Europy w Nowym Sadzie (2018) oraz brązowy na mistrzostwach Europy w Montreux (2015).
Zdobyła również złoty medal w zawodach drużynowych na igrzyskach europejskich w Baku w 2015 roku.

## Odznaczenia
- Order Księżnej Olgi II klasy (2024)[5]